# 仙后滩
仙后滩位于南沙群岛东部，海马滩西南，神仙暗沙以南约21海里，西南距红石暗沙约32海里。1935年中华民国水陆地图审查委员会公布的名称为“非利拼滩”，1947年中华民国内政部方域司公布的名称和1983年中国地名委员会公布的标准名称均为“仙后滩”。西方文献一般称为。